# Iván Ortolá
Iván Ortolá Díez, né le 4 août 2004 à Calicanto dans la Province de Valence, est un pilote de vitesse moto espagnol. Il est engagé en Championnat du Monde Moto3 depuis 2022.

## Carrière

### Moto3
À partir de la saison 2022, Iván Ortolá rejoint le Championnat du Monde Moto3 en tant que pilote de l'équipe Angelus MTA au côté de Stefano Nepa. Il termine la saison à la dix-septième place du classement.
En 2023, il poursuit avec la même équipe. Ortolá remporte ses deux premières victoires consécutivement lors des Grand Prix des Amériques et d'Espagne.

## Résultats en Grand Prix

### Par saison
(Mise à jour après le Grand Prix moto du Japon 2024)
| Saison | Catégorie | Moto  | Equipe           | GP | Victoires | Podiums | Pôles | M.Tour | Pts | Pos. |
| ------ | --------- | ----- | ---------------- | -- | --------- | ------- | ----- | ------ | --- | ---- |
| 2022   | Moto3     | KTM   | MT Helmets - MSI | 20 | 0         | 0       | 0     | 0      | 73  | 17e  |
| 2023   | Moto3     | KTM   | MT Helmets - MSI | 20 | 2         | 3       | 0     | 3      | 187 | 6e   |
| 2024   | Moto3     | KTM   | MT Helmets - MSI | 14 | 2         | 7       | 2     | 1      | 191 | 4e   |
| Total  | Total     | Total | Total            | 54 | 4         | 10      | 2     | 4      | 451 |      |

### Par catégorie
(Mise à jour après le Grand Prix moto du Japon 2024)
| Catégorie | Saisons      | 1er GP       | 1er podium     | 1re victoire   | GP | Victoires | Podiums | Pôles | M.Tour | Pts | Titre |
| --------- | ------------ | ------------ | -------------- | -------------- | -- | --------- | ------- | ----- | ------ | --- | ----- |
| Moto3     | 2022–présent | Qatar 2022   | Amériques 2023 | Amériques 2023 | 54 | 4         | 10      | 2     | 4      | 451 | 0     |
| Total     | 2022–présent | 2022–présent | 2022–présent   | 2022–présent   | 54 | 4         | 10      | 2     | 4      | 451 | 0     |

### Par course
(Les courses en gras indiquent une pole position; les courses en italiques indiquent un meilleur tour en course)
| Année | Catégorie | Moto | 1       | 2       | 3       | 4      | 5       | 6      | 7      | 8     | 9      | 10     | 11      | 12      | 13     | 14    | 15    | 16      | 17     | 18     | 19     | 20     | Pos | Pts  |
| ----- | --------- | ---- | ------- | ------- | ------- | ------ | ------- | ------ | ------ | ----- | ------ | ------ | ------- | ------- | ------ | ----- | ----- | ------- | ------ | ------ | ------ | ------ | --- | ---- |
| 2022  | Moto3     | KTM  | QAT 11  | INA Ret | ARG 15  | AME 11 | POR Ret | SPA 13 | FRA 18 | ITA 7 | CAT 18 | GER 10 | NED 12  | GBR Ret | AUT 11 | RSM 8 | ARA 6 | JPN 13  | THA 20 | AUS 13 | MAL 9  | VAL 12 | 17e | 73   |
| 2023  | Moto3     | KTM  | POR Ret | ARG 19  | AME 1   | SPA 1  | FRA 4   | ITA 11 | GER 4  | NED 4 | GBR 4  | AUT 5  | CAT DSQ | RSM 8   | IND 8  | JPN 5 | INA 9 | AUS Ret | THA 11 | MAL 4  | QAT 15 | VAL 3  | 6e  | 187  |
| 2024* | Moto3     | KTM  | QAT 9   | POR 3   | AME Ret | ESP 3  | FRA 5   | CAT 2  | ITA 2  | NED 1 | GER 3  | GBR 1  | AUT 9   | ARA 12  | RSM 3  | EMI 5 | INA 9 | JPN 16  | AUS    | THA    | MAL    | VAL    | 4e* | 191* |

∗ Saison en cours.

## Palmarès

### Victoires en Moto3: 4
| Année | Lieu du Grand Prix                 | Circuit                | Ville                |
| ----- | ---------------------------------- | ---------------------- | -------------------- |
| 2023  | Grand Prix moto des Amériques      | Circuit des Amériques  | Austin               |
| 2023  | Grand Prix moto d'Espagne          | Circuit de Jerez       | Jerez de la Frontera |
| 2024  | Grand Prix moto des Pays-Bas       | TT Circuit Assen       | Assen                |
| 2024  | Grand Prix moto de Grande-Bretagne | Circuit de Silverstone | Silverstone          |